# Premiatissima (album)
Premiatissima è un 33 giri di Fiorella Mannoia del marzo 1985. 

## Descrizione
Il disco viene pubblicato dalla Ariston Records (Catalogo: QA/LP 5 - Matrici: QA/LP 5-A/QA/LP 5-B) e distribuito dalla Dischi Ricordi. È stato prodotto e arrangiato da Mario Lavezzi; è formato da tre brani per lato ed è un disco di cover di Riccardo Cocciante, Fabrizio De André, Bruno Lauzi, Claudio Baglioni, Lucio Dalla e Francesco De Gregori.

## Tracce
Lato A
1. Margherita – 4:22 (Riccardo Cocciante e Marco Luberti; edizioni musicali RCA, Delta)
2. Il pescatore – 3:14 (testo: Fabrizio De André – musica: Gian Piero Reverberi, Franco Zauli; edizioni musicali Editori Associati)
3. Ritornerai – 3:25 (Bruno Lauzi; edizioni musicali Ariston)

Durata totale: 11:01
Lato B
1. Amore bello – 4:50 (testo: Claudio Baglioni – musica: Claudio Baglioni e Antonio Coggio; edizioni musicali RCA)
2. L'anno che verrà – 3:27 (Lucio Dalla; edizioni musicali RCA)
3. Alice – 3:42 (Francesco De Gregori; edizioni musicali RCA)

Durata totale: 11:59